# Minetest
Luanti (anomenat originalment Minetest i test-c55) és un joc lliure publicat sota llicència GNU Lesser General Public License) de món obert per Windows, Linux, FreeBSD i Mac OS. El joc genera aleatòriament un món format majoritàriament per blocs, a partir dels quals el jugador pot obtenir diverses matèries primeres amb els quals construir o fabricar objectes. El joc va ser desenvolupat en 2010 sota la direcció de Perttu Ahola (també conegut com a "celeron55") i des de llavors, amb l'ajuda d'una creixent comunitat de desenvolupadors.
Luanti s'inspira en Infiniminer, Minecraft i altres jocs de món obert similars i se centra en la construcció creativa d'estructures fetes de blocs amb diferents textures en un món 3D, també conegut com a món-vòxel.
Els jugadors poden triar entre dues maneres de joc: supervivència, en el qual cal recollir totes les matèries primeres amb la mà; i creatiu, on el jugador posseeix una quantitat infinita de totes les matèries primeres i li està permès volar. Tots dos maneres es poden jugar en manera individual o multijugador.
Tècnicament el joc se centra en dos objectius: ser fàcilment modificable (usant Lua) i poder executar-se de forma nativa en equips tant nous com antics. Per aquesta raó Luanti està implementat en C++ i utilitza el motor gràfic 3D Irrlicht.